# Twenty one
twenty one (englisch für „Einundzwanzig“) ist ein Würfelspiel mit sechs Würfeln von Steffen Benndorf und Reinhard Staupe, das 2017 im Nürnberger-Spielkarten-Verlag erschienen ist und zur Nürnberger Spielwarenmesse vorgestellt wurde. Wie das ebenfalls von Benndorf entwickelte Spiel Qwixx sowie das Spiel Qwinto von Uwe Rapp und Bernhard Lach, die im gleichen Verlag erschienen sind, kombiniert das Spiel in der Wertung die Würfelfarbe mit der Augenzahl. Es ist mit zwei bis sechs Spielern spielbar, wobei für ein Spiel etwa 15 Minuten Spielzeit angesetzt werden. Das empfohlene Mindestalter der Spieler beträgt acht Jahre.

## Spielprinzip
Das Spielmaterial von twenty one besteht aus einem Spielblock und sechs Würfeln, wobei je ein Würfel weiß, schwarz, rot, blau, gelb und grün ist. Im Spielblock gibt es zudem sechs verschiedene Spielzettel mit unterschiedlicher Würfelreihenfolge. Dabei sind jeweils fünf waagerechte Reihen mit Würfeln abgebildet, wobei die Zahlwerte identisch und nur die Würfelfarben unterschiedlich sind. Die Zahlenwerte einer waagerechten Reihe sind dabei die Werte 6 bis 1, insgesamt in der Summe als 21. Ziel des Spiels ist es, zum Spielende die meisten Punkte auf dem Spielzettel zu erreichen.

### Spielablauf
Zu Beginn des Spiels bekommt jeder Spieler einen unterschiedlichen Spielzettel und einen Stift, um die Würfelergebnisse zu notieren. Im Spiel müssen die einzelnen Reihen von oben nach unten abgearbeitet werden, die Spieler müssen also zuerst die jeweils erste Reihe vollständig ausfüllen und auswerten, bevor sie mit der nächsten Reihe starten können. Die Spieler sind allerdings unterschiedlich schnell und können sich in der gleichen Runde in unterschiedlichen Reihen befinden. Das Spiel endet, sobald ein Spieler die fünfte Reihe ausgefüllt und gewertet hat.
Der Startspieler wird ausgelost, die Spieler würfeln reihum. Der jeweils aktive Spieler wirft offen alle sechs Würfel und darf sich danach aussuchen, ob er den Wurf akzeptiert oder nochmals würfelt. Würfelt er erneut, muss er alle Würfel mit Ausnahme der Einsen erneut werfen, die Einsen müssen behalten werden. Nach dem Spiel muss jeder Mitspieler mindestens eine Zahl aus dem Wurf in seine aktuelle Reihe eintragen oder eine Zahl streichen, wenn er nichts eintragen kann. Sind mehrere Würfel passend, darf ein Spieler auch mehrere bis alle Werte eintragen. Dabei darf eine gewürfelte Zahl immer dann eingetragen werden, wenn der Würfel der Farbe auf dem Zettel entspricht und die Augenzahl gleich hoch oder kleiner als die abgebildete Augenzahl ist. Entspricht die Augenzahl exakt der abgebildeten Augenzahl wird das Feld zudem als „Treffer“ mit einem kleinen Kreuz markiert, diese geben in der Endauswertung einen Bonus. Muss der Spieler ein Feld streichen, weil er keinen Würfel verwenden kann, muss er das am weitesten links befindliche noch freie Feld streichen.
Wenn ein Spieler eine Reihe vollständig ausgefüllt hat, wird diese Reihe gewertet. Dabei werden alle eingetragenen Werte addiert, wobei gestrichene Felder keine Punkte bringen; maximal können dabei pro Reihe 21 Punkte erreicht werden. Danach wird die Zahl der Treffer pro Reihe ermittelt und entsprechend der Tabelle am unteren Rand der Wertungszettel werden Bonuspunkte ermittelt, die zum Ergebnis addiert werden. Gemeinsam mit sechs Treffern können damit in einer Reihe maximal 21 + 21 = 42 Punkte erreicht werden. Ist eine Reihe ausgewertet, startet der Spieler mit dem Ausfüllen der nächsten Reihe.
Das Spiel endet, sobald ein Spieler seine letzte Reihe vollständig ausgefüllt und gewertet hat. Alle anderen Spieler werten dann noch ihre aktuelle Reihe, auch wenn diese nur teilweise gefüllt ist. Danach addiert jeder Spieler die Wertungen der einzelnen Reihen. Gewonnen hat der Spieler mit dem höchsten Gesamtergebnis.

## Entwicklung und Rezeption
Das Spiel twenty one wurde von Steffen Benndorf und Reinhard Staupe entwickelt und 2017 im Nürnberger-Spielkarten-Verlag (NSV) veröffentlicht, es erschien zur Nürnberger Spielwarenmesse im Februar des Jahres. Der Nürnberger-Spielkarten-Verlag veröffentlichte das Spiel in einer deutschen und einer deutsch/englischen Versionen, im gleichen Jahr erschien es in einer niederländischen Version bei White Goblin Games.

## Belege
1. 1 2 3 4  Spielregeln (Memento des Originals vom 15. März 2017 im Internet Archive)  Info: Der Archivlink wurde automatisch eingesetzt und noch nicht geprüft. Bitte prüfe Original- und Archivlink gemäß Anleitung und entferne dann diesen Hinweis. für twenty one beim Nürnberger-Spielkarten-Verlag (NSV); abgerufen am 15. März 2017.
2. ↑  Versionen von twenty one in der Spieledatenbank BoardGameGeek; abgerufen am 15. März 2017.